# Питонови
Питон пренасочва насам.  За други значения вижте Питон (пояснение).
Питоновите (Pythonidae) са семейство неотровни змии от разред люспести (Squamata). Други източници смятат тази група за подсемейство на боите (Boidae). Питоните са най-близки до боите, отколкото до което и да е друго семейство змии. Питоните се различават от боите по това, че имат зъби на премаксилата, малка кост в най-предната част в средата на горната челюст. Повечето бои са живородни, докато питоните снасят яйца. Някои видове пясъчни бои (Ericinae) също са наричани питон.

## Особености
Питоните обитават тропическите райони на Африка, Азия, Америка и Австралия и Океания. Към семейство питони са класифицирани 63 вида змии. При различните видове размерите силно варират - от 70 cm до 10 m. Най-едрият представител на семейство питони е т.нар. малайски мрежест питон, дълъг до 10 m, като рекорден представител на вида и на цялото семейство се счита уловеният на индонезийския остров Суматра питон, дълъг 10,32 m.
Питоните са неотровни змии, които подобно на боата и анакондата удушават своята плячка. В зависимост от големината на отделния вид може да убива различни животни. Ако един дребен питон се храни предимно с мишки и други гризачи, то някои видове като бирманския питон или малайския мрежест питон нападат и по-едри животни, като дива свиня, сърна, дори елени и крокодили

## Класификация
В семейство Питонови има 9 рода и 41 вида.
Семейство Питонови
- Род Antaresia Wells & Wellington, 1984
  - Antaresia childreni – Петнист питон[3]
  - Antaresia maculosa
  - Antaresia perthensis – Малък петнист питон[3]
  - Antaresia stimsoni
- Род Apodora Kluge, 1993
  - Apodora papuana
- Род Aspidites Peters, 1877
  - Aspidites melanocephalus
  - Aspidites ramsayi
- Род Bothrochilus Fitzinger, 1843
  - Bothrochilus boa
- Род Broghammerus Hoser, 2004
  - Broghammerus reticulatus
  - Broghammerus timoriensis
- Род Leiopython Hubrecht, 1879
  - Leiopython albertisii
  - Leiopython bennettorum
  - Leiopython biakensis
  - Leiopython fredparkeri
  - Leiopython hoserae
  - Leiopython huonensis
- Род Liasis Gray, 1842 – Водни питони
  - †Liasis dubudingala
  - Liasis fuscus
  - Liasis mackloti - Индонезийски воден питон[4]
  - Liasis olivaceus
- Род Morelia Gray, 1842
  - †Morelia riversleighensis
  - Morelia amethistina
  - Morelia boeleni
  - Morelia bredli
  - Morelia carinata
  - Morelia clastolepis
  - Morelia kinghorni
  - Morelia mippughae
  - Morelia nauta
  - Morelia oenpelliensis
  - Morelia spilota
  - Morelia tracyae
  - Morelia viridis – Зелен питон
- Род Python Daudin, 1803 – Същински питони
  - †Python europaeus
  - Python anchietae – Анголски питон[3]
  - Python bivittatus – Бирмански питон, Тъмен тигров питон[3]
  - Python breitensteini
  - Python brongersmai
  - Python curtus – Петнист питон[3]
  - Python kyaiktiyo
  - Python molurus – Тигров питон, Индийски питон, Цейлонски тигров питон, Светъл тигров питон
  - Python natalensis
  - Python regius
  - Python reticulatus – Малайски мрежест питон
  - Python sebae – Скален питон[3]